# Ramy Essam

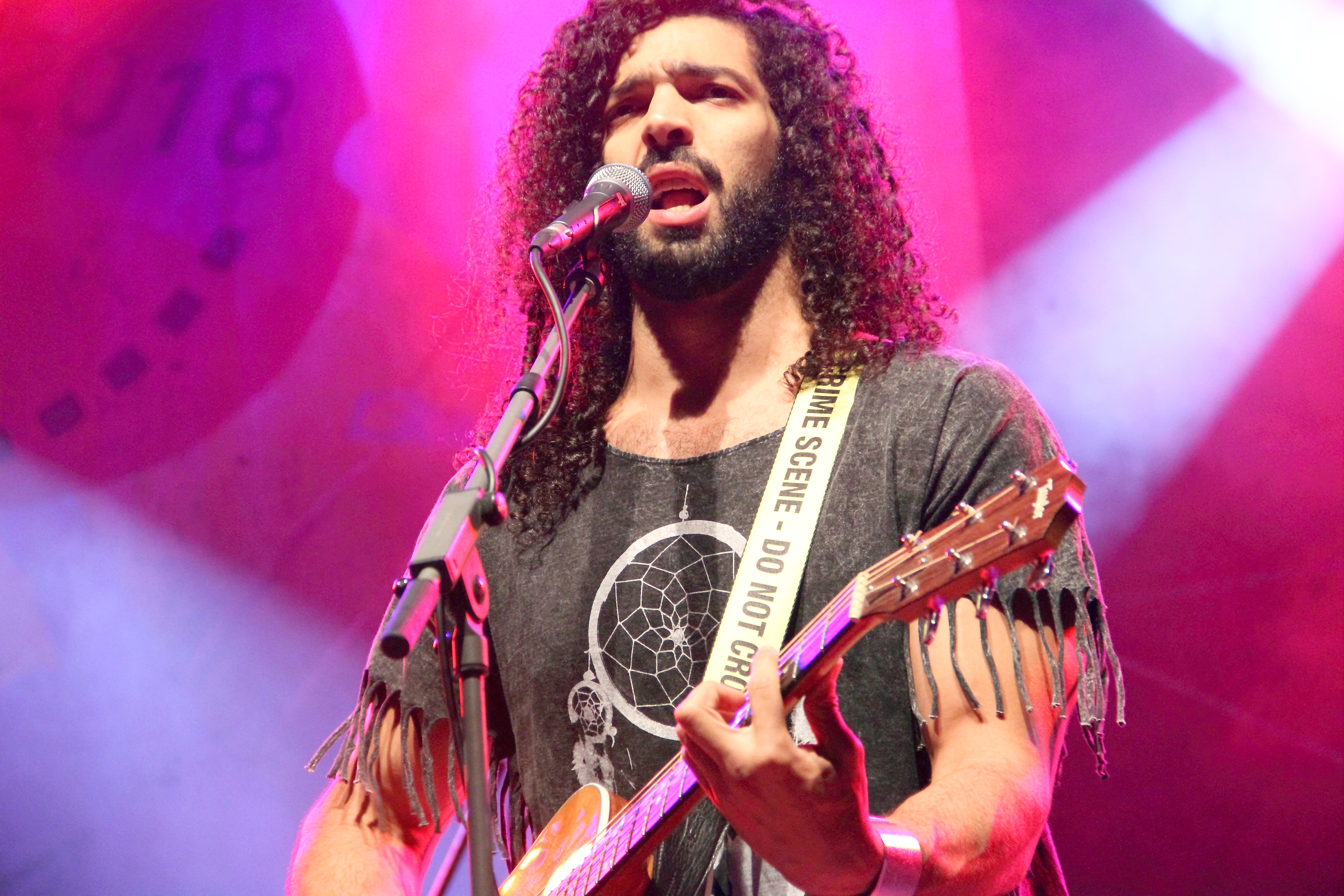
Ramy Essam auf dem Rudolstadt-Festival 2018

Ramy Essam (arabisch رامي عصام, DMG Rāmī ʿAṣṣām, [ˈɾɑːmi ʕeˈsˤɑːm]; * 1987 in al-Mansura) ist ein ägyptischer Musiker. Er ist bekannt für seine Auftritte auf dem Tahrir-Platz in Kairo während der Revolution in Ägypten 2011.

## Leben
Ramy Essam wuchs in der nordägyptischen Stadt al-Mansura auf. Er studierte Ingenieurwissenschaften und gründete 2009 die Folk-Band Mashakel, die in ihren Liedern das Alltagsleben in Ägypten und die Probleme unter Husni Mubaraks Regierung thematisierte.

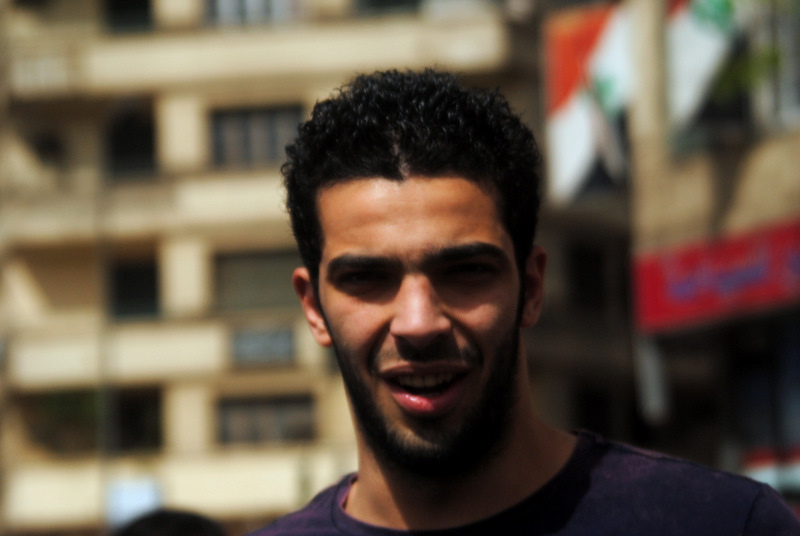
Ramy Essam im Mai 2011

Als sich im Januar 2011 Tausende Demonstranten gegen Mubaraks Regime auf dem Tahrir-Platz in Kairo versammelten, trat Essam spontan bei einer der Kundgebungen auf. Sein Lied Irhal / إرحل / Irḥal / ‚Verschwinde!‘, das Mubarak zum Rücktritt aufforderte, erlangte große Beliebtheit unter den Demonstranten. Es wurde über YouTube international bekannt und wird als die Hymne der Revolution bezeichnet. Als die ägyptische Armee am 9. März den Platz gewaltsam räumte, wurde Essam festgenommen und gefoltert.
Im Juli 2011 trat Ramy Essam im Barbican Centre in London auf. Er wirkte bei dem 2013 erschienenen Kino-Dokumentarfilm The Square von Jehane Noujaim mit, der 2014 auf der 64. Berlinale gezeigt wurde.
Seit 2014 lebt er durch Vermittlung der Hilfsorganisationen ICORN und Artists At Risk in Schweden und Finnland.
Im März 2018 wurde ein Musikvideo unter dem Titel Balala veröffentlicht, in dem Ramy Essam as-Sisi offen kritisiert. Der Regisseur des Videos, Shady Habash, wurde im nach der Veröffentlichung in Ägypten verhaftet. Am 1. Mai 2020 ist Habash im Tura-Gefängnis in Kairo gestorben.

## Veröffentlichungen
- Introducing Ramy Essam: Revolution Erupts (2013)

Beiträge zu Kompilationen
- The Rough Guide to Arabic Revolution (2013)[11]
- Songs from a Stolen Spring (2014)[12]

## Auszeichnungen
Die Menschenrechtsorganisation Freemuse zeichnete Ramy Essam 2011 mit dem Freemuse Award für Musiker, die sich für das Recht auf Meinungsfreiheit einsetzen, aus. 2019 verlieh ihm die Human Rights Foundation den Václav Havel International Prize for Creative Dissent.